# Malus transitoria
Malus transitoria är en rosväxtart som först beskrevs av Alexander Feodorowicz Batalin, och fick sitt nu gällande namn av Camillo Karl Schneider. Malus transitoria ingår i släktet aplar, och familjen rosväxter.

## Underarter
Arten delas in i följande underarter:
- M. t. centralasiatica
- M. t. glabrescens

## Bildgalleri

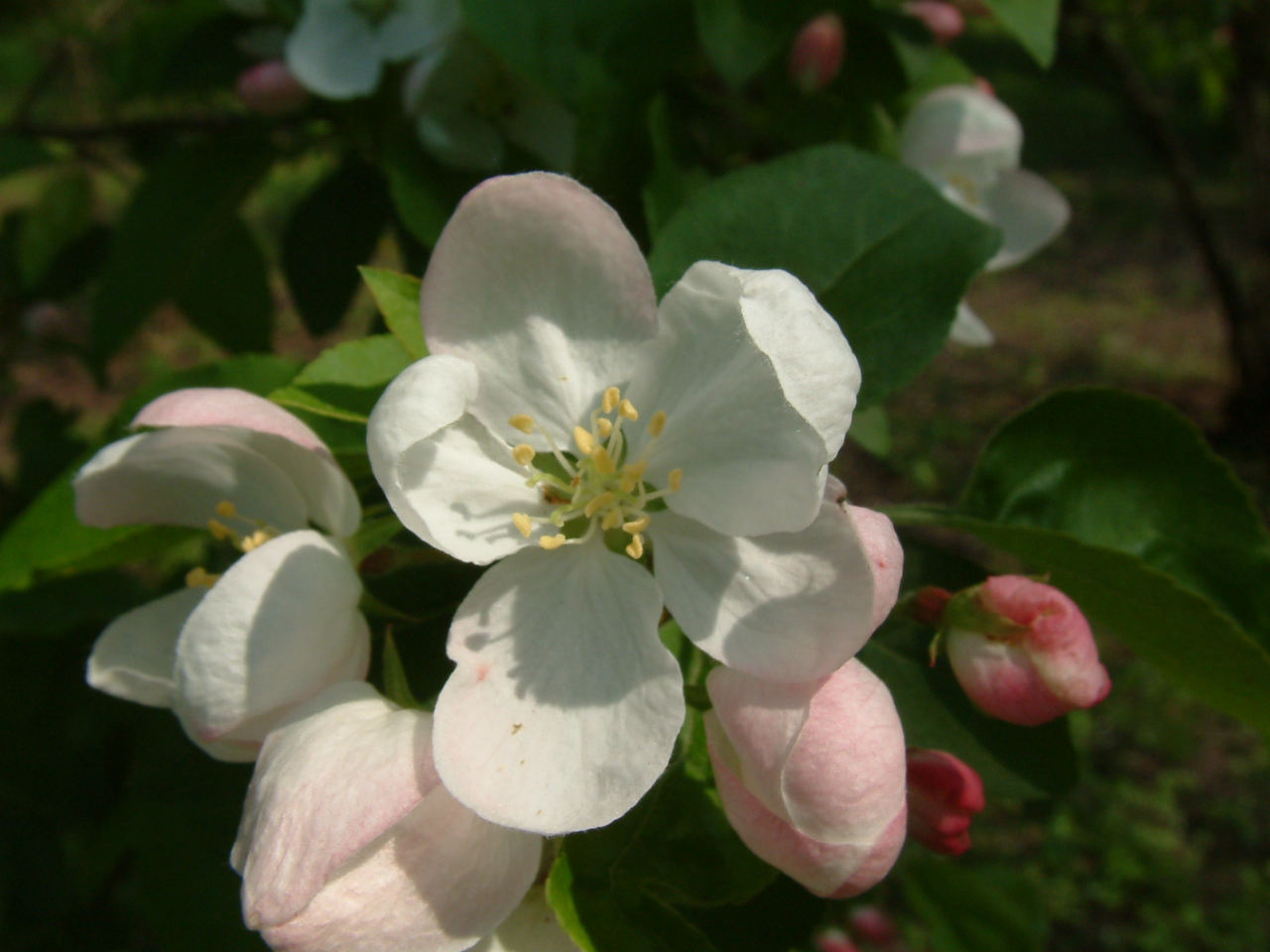
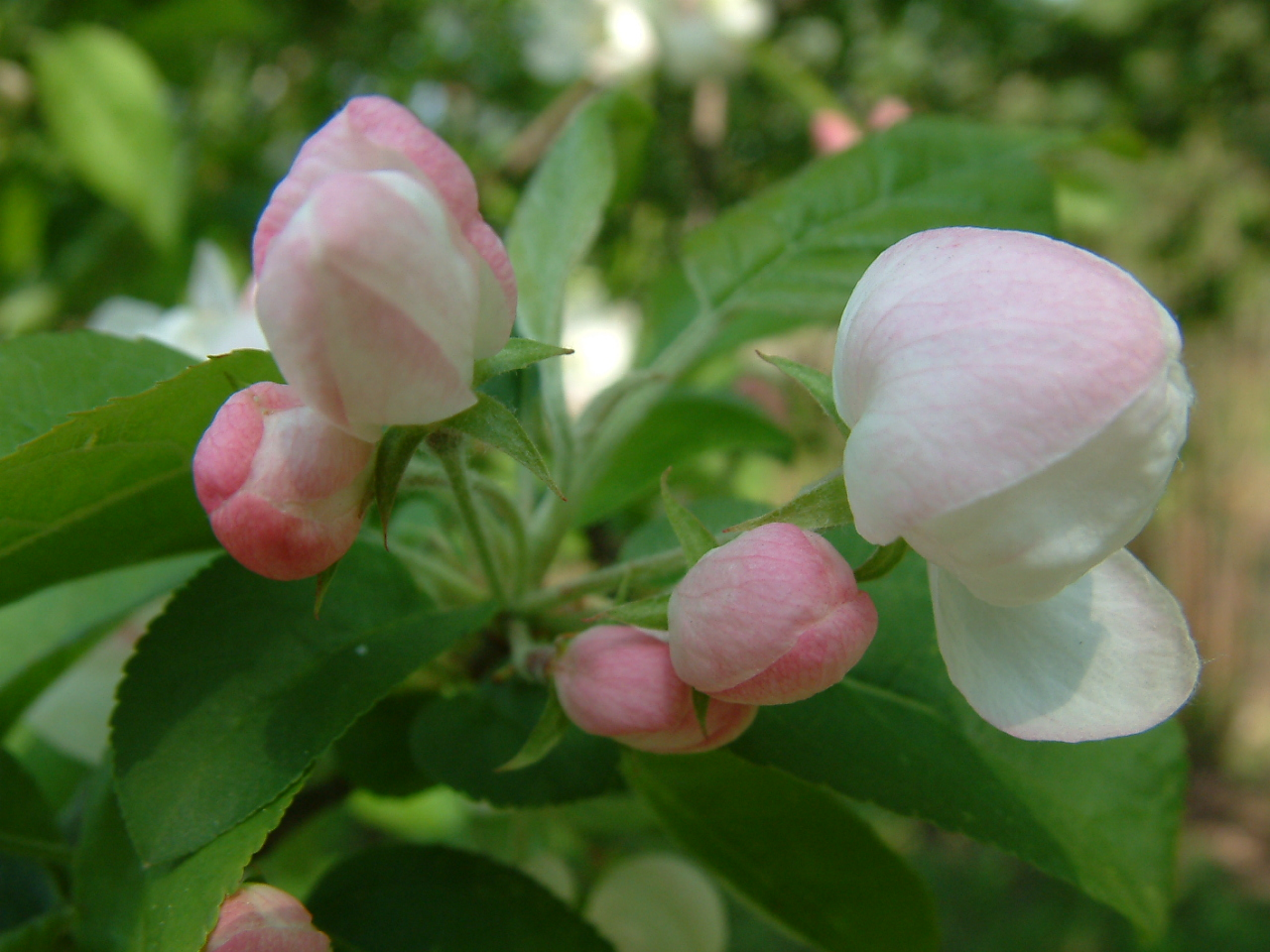
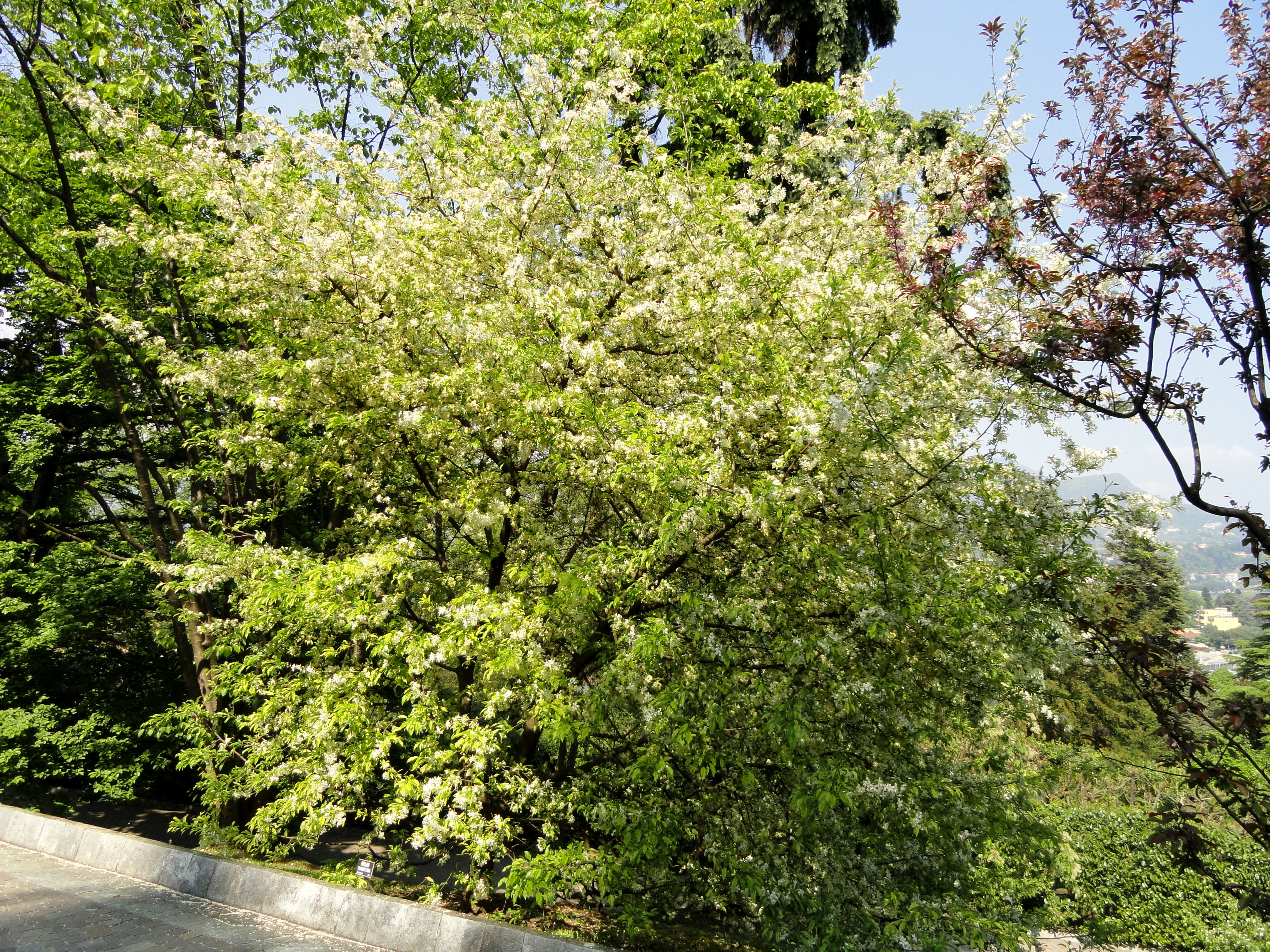
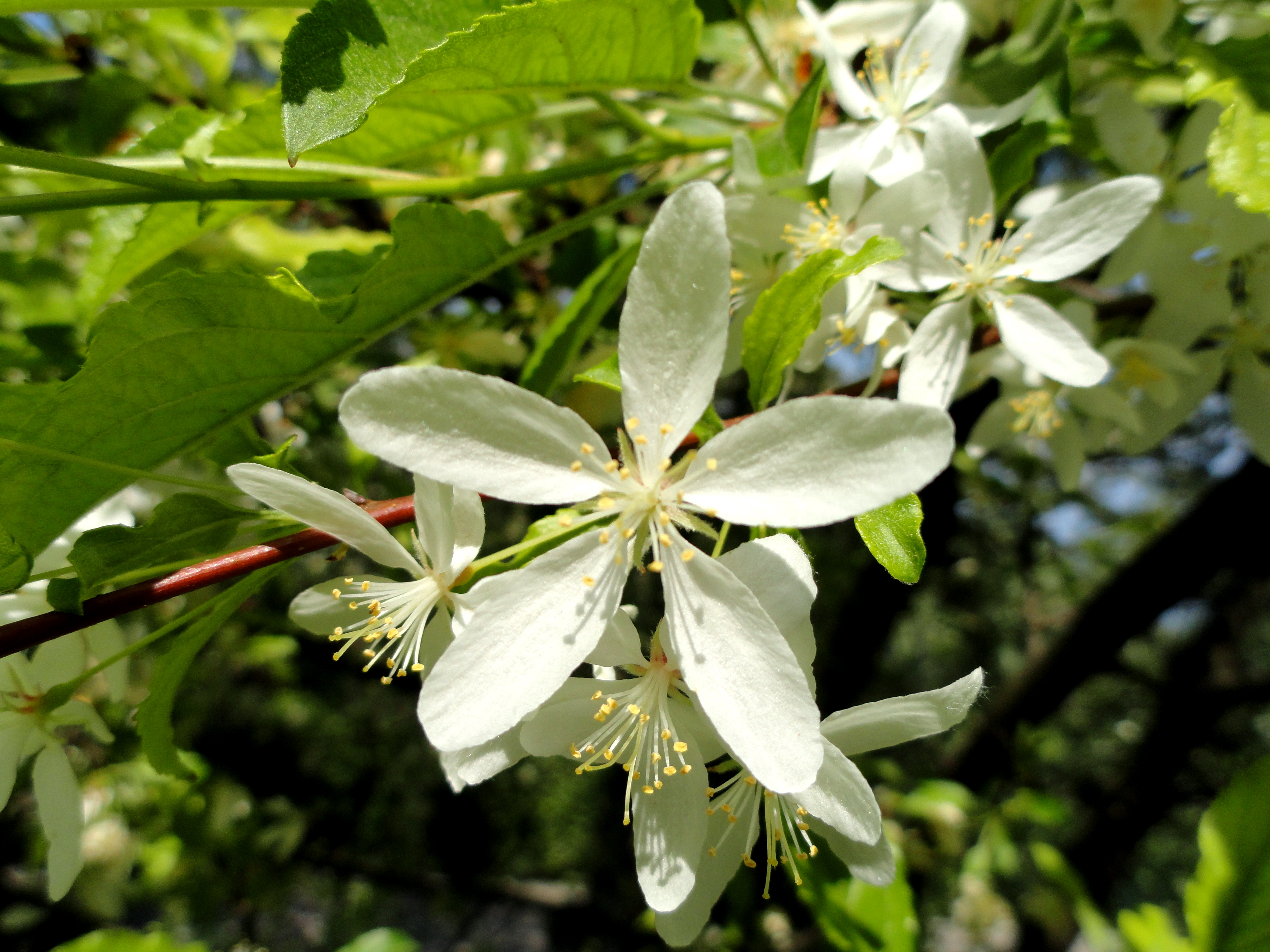
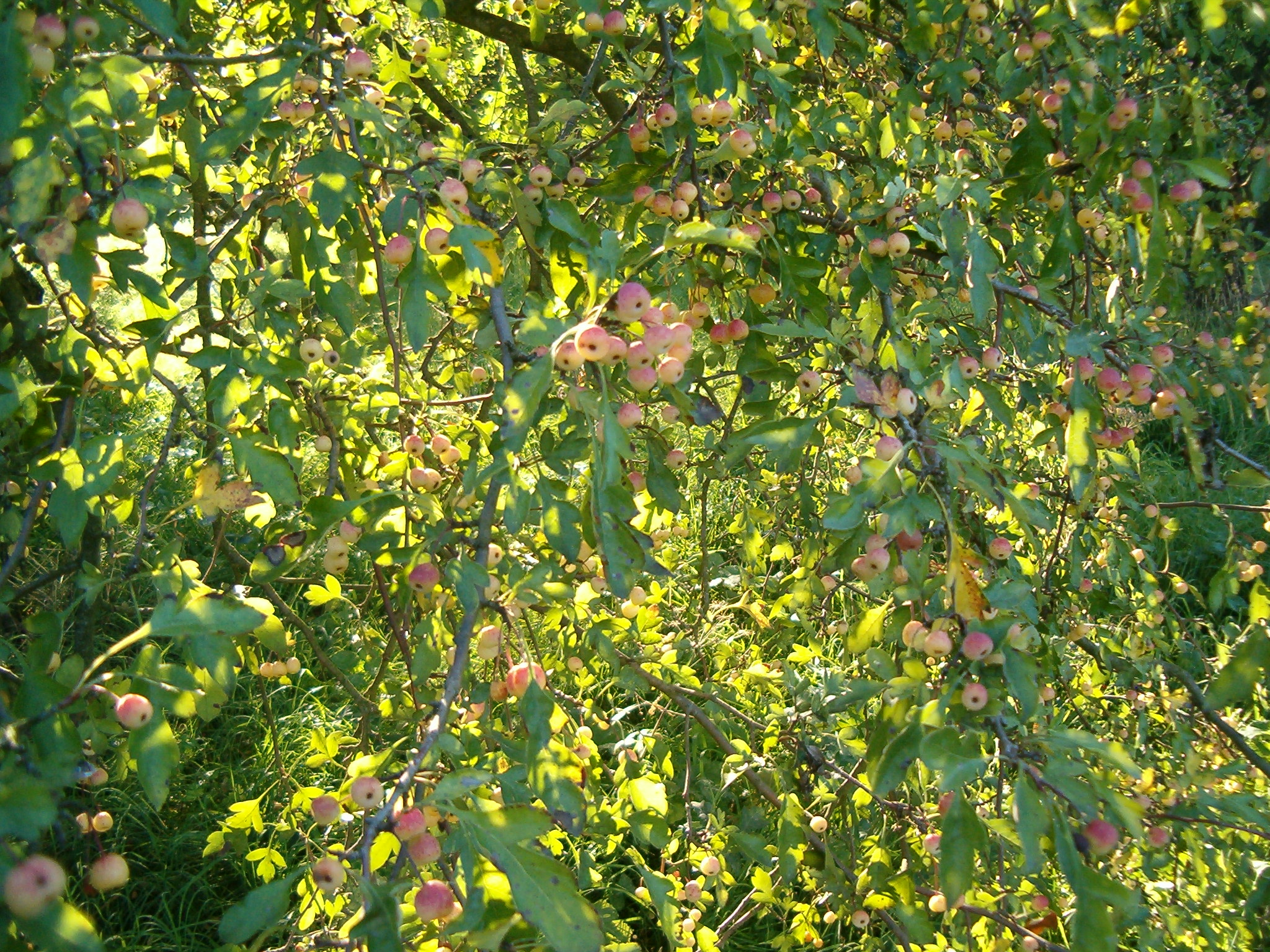
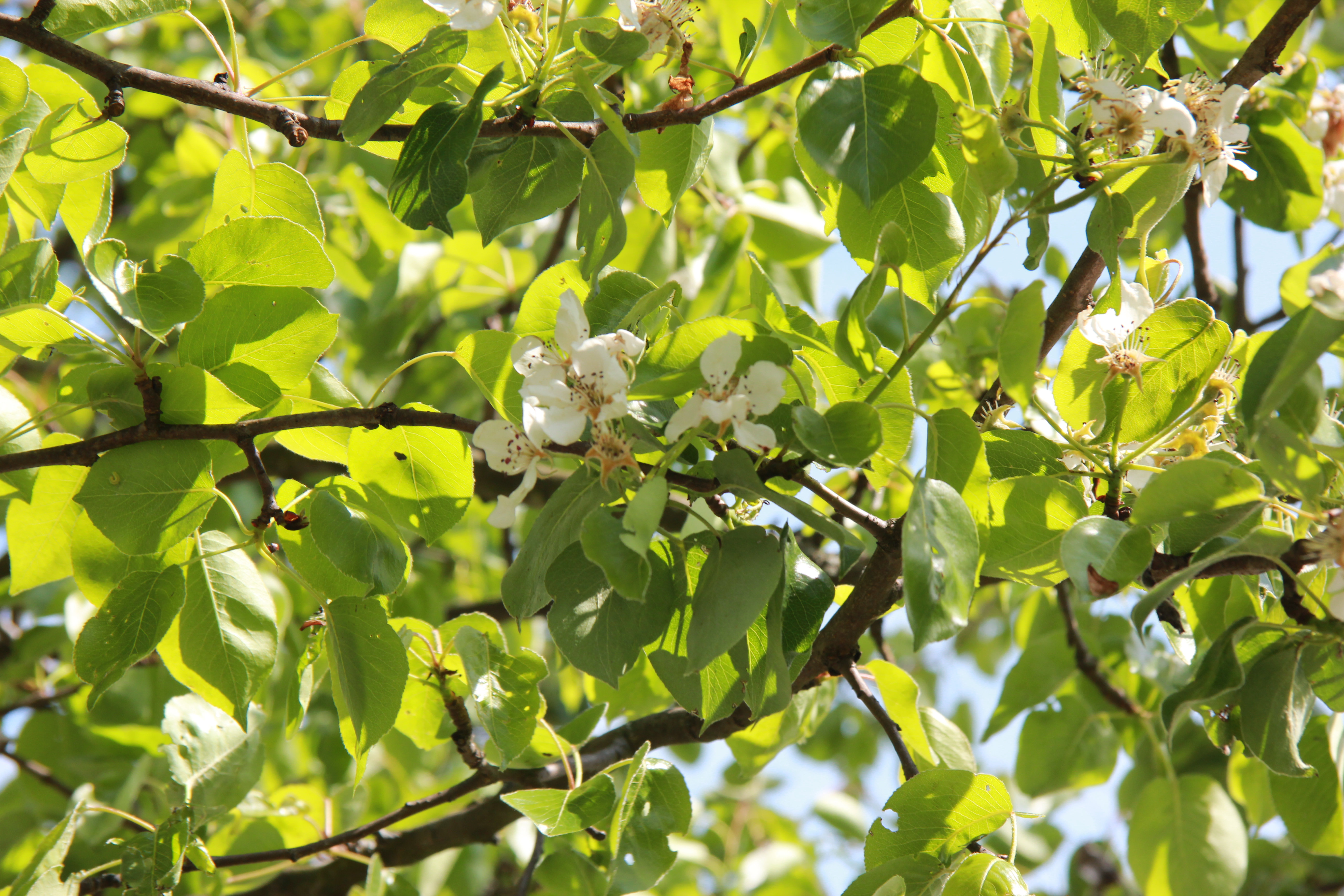